# Paolo Lorenzi
Paolo Lorenzi (Rome, 15 december 1981) is een tennisser uit Italië. Hij heeft één ATP-toernooi gewonnen in het enkelspel en één in het dubbelspel. Hij deed mee aan enkele grandslamtoernooien. Hij heeft ook 21 challengers in het enkelspel en 7 challengers in het dubbelspel op zijn naam staan.

## Jaarverslagen

### 2003
Bereikte de halve finale in de challenger van Trani en de kwartfinale in Boedapest. Won zijn eerste futures toernooi in Kroatië op gravel.

### 2004
Bereikte de halve finale in de challenger van Cordenons en de kwartfinale in de challengers van Mantua en San Benedetto.

### 2005
bereikte de kwartfinale van de challengers van Mantua, Trani en Sunderland. Bereikte de halve finale van de challenger van Canberra.

### 2006
Won zijn eerste challenger-titel, in Tarragona (stad) (versloeg Younes El Aynaoui) en bereikte de finale van San Luis Potosí (verloor van Rainer Eitzinger). Bereikte ook de halve finale in Milaan en in Constanța, maar ook de kwartfinale in Rome, Barcelona en Sevilla.

### 2007
Bereikte de halve finale in Salinas en de kwartfinale van de challenger van Fürth.

### 2008
In zijn thuisland won hij een futures-titel, maar ook de challenger van Alessandria won hij (versloeg: Simone Vagnozzi). Bereikte de halve finale op de challenger van Salinas en de kwartfinale van de challengers van León, Todi en Bronx.

### 2009
Hij eindigde het jaar voor het eerst in zijn carrière in de top 100, onder andere door zijn challengers-campagne met drie titels, zes finales en een record van 48-21. Zijn 48 overwinningen gebeurde dit jaar vooral toen hij samenwerkte  met Horacio Zeballos. Speelde in één ATP toernooi, namelijk de ATP-toernooi van Lyon, waar hij verloor in de eerste ronde van Benjamin Becker. In februari won hij de titel van het futures-toernooi van Ivoorkust. Twee maanden later bereikte hij de finale van de challenger van San Luis Potosí (verloor van: Santiago Giraldo) en drie weken later was hij finalist in Tenerife (verloor van: Marco Chiudinelli). In juni en juli won hij de titels van Reggio Emilia (versloeg: Jean-René Lisnard) en Rijeka (versloeg: Blaž Kavčič). In september won hij de titel van Ljubljana (versloeg: Grega Žemlja) en was finalist van Tarragona (verloor van: Daniel Gimeno Traver). verdiende dit jaar US$ 91.670.

### 2010
Behaalde een record van 3-15 op ATP-toernooien. Maakte zijn Davis Cup debuut tegen Nederland. Won de challenger van Rimini (versloeg: Federico Delbonis). Was finalist van de challenger van Pereira (verloor van: Santiago Giraldo).

### 2011
De Italiaan bereikte zijn beste resultaten op de challengers met een record van 39-21 met titels in Pereira (versloeg: Rogério Dutra da Silva) in april en Ljubljana (versloeg: Grega Žemlja) in september. Bereikte ook vier keer de halve finale. Zijn record dit jaar op de ATP-toernooien was 2-3. Hij kwalificeerde zich voor ATP Miami (versloeg: Ivan Ljubičić verloor van: Richard Gasquet) en voor het ATP-toernooi van Rome (versloeg: Thomaz Bellucci, verloor van: Rafael Nadal).

## Palmares

### Finaleplaatsen enkelspel
| Nr.                  | Datum             | Toernooi        | Ondergrond | Tegenstander in finale   | Score            |         |
| -------------------- | ----------------- | --------------- | ---------- | ------------------------ | ---------------- | ------- |
| gewonnen finales     |                   |                 |            |                          |                  |         |
| 1.                   | 23 juli 2016      | ATP Kitzbühel   | Gravel     | Nikoloz Basilasjvili     | 6-3, 6-4         | details |
| verloren finales     |                   |                 |            |                          |                  |         |
| 1.                   | 2 maart 2014      | ATP São Paulo   | Gravel     | Federico Delbonis        | 6-4, 3-6, 4-6    | details |
| 2.                   | 12 februari 2017  | ATP Quito       | Gravel     | Víctor Estrella Burgos   | 7-6, 5-7, 6-7    | details |
| 3.                   | 23 juli 2017      | ATP Umag        | Gravel     | Andrej Roebljov          | 4-6, 2-6         | details |
| gewonnen challengers |                   |                 |            |                          |                  |         |
| 1.                   | 18 september 2006 | Tarragona       | Gravel     | Younes El Aynaoui        | 6-4, 7-6         |         |
| 2.                   | 26 mei 2008       | Alessandria     | Gravel     | Simone Vagnozzi          | 4-6, 7-6, 7-6    |         |
| 3.                   | 22 juni 2009      | Reggio Emilia   | Gravel     | Jean-René Lisnard        | 7-5, 1-6, 6-2    |         |
| 4.                   | 29 juni 2009      | Rijeka          | Gravel     | Blaž Kavčič              | 6-3, 7-6         |         |
| 5.                   | 21 september 2009 | Ljubljana       | Gravel     | Grega Žemlja             | 1-6, 7-6, 6-2    |         |
| 6.                   | 12 juli 2010      | Rimini          | Gravel     | Federico Delbonis        | 6-2, 6-0         |         |
| 7.                   | 4 april 2011      | Pereira         | Gravel     | Rogério Dutra da Silva   | 7-5, 6-2         |         |
| 8.                   | 19 september 2011 | Ljubljana       | Gravel     | Grega Žemlja             | 6-2, 6-4         |         |
| 9.                   | 13 augustus 2012  | Cordenons       | Gravel     | Daniel Gimeno Traver     | 7-6, 6-3         |         |
| 10.                  | 29 oktober 2012   | Medellín        | Gravel     | Leonardo Mayer           | 7-6, 6-7, 6-4    |         |
| 11.                  | 19 april 2014     | San Luis Potosí | Gravel     | Adrián Menéndez Maceiras | 6-1, 6-3         |         |
| 12.                  | 5 oktober 2014    | Cali            | Gravel     | Víctor Estrella Burgos   | 4-6, 6-3, 6-3    |         |
| 13.                  | 24 mei 2015       | Eskişehir       | Hardcourt  | Iñigo Cervantes Huegun   | 7-6, 7-6         |         |
| 14.                  | 9 augustus 2015   | Cortina         | Gravel     | Máximo González          | 6-3, 7-5         |         |
| 15.                  | 4 oktober 2015    | Pereira         | Gravel     | Alejandro González       | 4-6, 6-3, 6-4    |         |
| 16.                  | 10 oktober 2015   | Medellin        | Gravel     | Gonzalo Lama             | 7-6, 2-0, opgave |         |
| 17.                  | 16 januari 2016   | Canberra        | Hardcourt  | Ivan Dodig               | 6-2, 6-4         |         |
| 18.                  | 12 juni 2016      | Caltanissetta   | Gravel     | Matteo Donati            | 6-3, 4-6, 7-6    |         |
| 19.                  | 18 juni 2017      | Caltanissetta   | Gravel     | Alessandro Giannessi     | 6-4, 6-2         |         |
| 20.                  | 30 juli 2018      | Sopot           | Gravel     | Daniel Gimeno Traver     | 7-62, 65-7, 6-3  |         |
| 21.                  | 13 augustus 2018  | Cordenons       | Gravel     | Máté Valkusz             | 6-3, 3-6, 6-4    |         |

### Finaleplaatsen dubbelspel
| Nr.                               | Datum            | Toernooi         | Ondergrond | Partner                | Tegenstanders in finale                   | Score            |         |
| --------------------------------- | ---------------- | ---------------- | ---------- | ---------------------- | ----------------------------------------- | ---------------- | ------- |
| gewonnen finales mannendubbelspel |                  |                  |            |                        |                                           |                  |         |
| 1.                                | 10 februari 2013 | ATP Viña del Mar | Gravel     | Potito Starace         | Juan Mónaco Rafael Nadal                  | 6-2, 6-4         | details |
| verloren finales mannendubbelspel |                  |                  |            |                        |                                           |                  |         |
| 1.                                | 15 februari 2015 | ATP São Paulo    | Gravel     | Diego Schwartzman      | Juan Sebastián Cabal Robert Farah Maksoud | 4-6, 2-6         | details |
| 2.                                | 14 februari 2016 | ATP Buenos Aires | Gravel     | Iñigo Cervantes Huegun | Juan Sebastián Cabal Robert Farah Maksoud | 3-6, 0-6         | details |
| gewonnen challengers              |                  |                  |            |                        |                                           |                  |         |
| 1.                                | 7 juli 2008      | San Benedetto    | Gravel     | Julio Silva            | Catalin-Ionut Gard Max Raditschnigg       | 6-3, 7-5         |         |
| 2.                                | 27 juli 2009     | Orbetello        | Gravel     | Giancarlo Petrazzuolo  | Alessio Di Mauro Manuel Jorquera          | 7-6, 3-6, [10-6] |         |
| 3.                                | 11 oktober 2010  | Asunción         | Gravel     | Fabio Fognini          | Carlos Berlocq Brian Dabul                | 6-3, 6-4         |         |
| 4.                                | 28 maart 2011    | Barranquilla     | Gravel     | Flavio Cipolla         | Alejandro Falla Eduardo Struvay           | 6-3, 6-4         |         |
| 5.                                | 30 mei 2011      | Rijeka           | Gravel     | Julio Silva            | Dino Marcan Lovro Zovko                   | 6-3, 6-2         |         |
| 6.                                | 9 augustus 2015  | Cortina          | Gravel     | Matteo Viola           | Hsin-Han Lee Alessandro Motti             | 6-7, 6-4, [10-3] |         |
| 7.                                | 15 april 2019    | Sarasota         | Gravel     | Martin Cuevas          | Luke Bambridge Jonny O'Mara               | 7-65, 7-66       |         |

## Resultaten grote toernooien
| Legenda | Legenda                          |
| ------- | -------------------------------- |
| g.t.    | geen toernooi gehouden           |
| l.c.    | lagere categorie                 |
| –       | niet deelgenomen                 |
| G       | uitgeschakeld in de groepsfase   |
| 1R      | uitgeschakeld in de eerste ronde |
| 2R      | uitgeschakeld in de tweede ronde |
| 3R      | uitgeschakeld in de derde ronde  |
| 4R      | uitgeschakeld in de vierde ronde |
| KF      | uitgeschakeld in de kwartfinale  |
| HF      | uitgeschakeld in de halve finale |
| F       | de finale verloren               |
| W       | het toernooi gewonnen            |
| w-v     | winst/verlies-balans             |

### Enkelspel
| grandslamtoernooien  |      |      |    |      |      |      |    |      |      |      |      |    |
| Australian Open      | 1R   | –    | 1R | 1R   | –    | 2R   | 1R | 2R   | 1R   | –    | –    | –  |
| Roland Garros        | 1R   | –    | 1R | 1R   | 1R   | 1R   | 1R | 2R   | 1R   | –    | –    | –  |
| Wimbledon            | 1R   | –    | 1R | 1R   | 1R   | 1R   | 1R | 2R   | 2R   | 1R   | g.t. |    |
| US Open              | –    | –    | 1R | 1R   | 2R   | 1R   | 3R | 4R   | 2R   | 3R   | 1R   |    |
| ATP Masters 1000     |      |      |    |      |      |      |    |      |      |      |      |    |
| Indian Wells         | 1R   | –    | 1R | 2R   | 2R   | –    | –  | 1R   | –    | –    | g.t. | –  |
| Miami                | 1R   | 2R   | –  | 1R   | –    | 1R   | –  | 2R   | –    | –    | g.t. | 1R |
| Monte Carlo          | –    | –    | –  | –    | –    | –    | 2R | 2R   | 1R   | –    | g.t. | –  |
| Madrid               | –    | –    | –  | –    | –    | –    | –  | –    | –    | –    | g.t. | –  |
| Rome                 | 2R   | 2R   | 2R | 1R   | 1R   | 1R   | 1R | –    | 1R   | –    | –    | –  |
| Montreal/Toronto     | –    | –    | –  | –    | –    | –    | –  | 2R   | –    | –    | g.t. |    |
| Cincinnati           | –    | –    | –  | –    | –    | –    | –  | 2R   | –    | –    | –    |    |
| Shanghai             | –    | –    | –  | 1R   | –    | –    | 2R | 1R   | –    | –    | g.t. |    |
| Parijs               | –    | –    | –  | –    | –    | –    | 2R | 1R   | –    | –    | –    |    |
| olympisch            |      |      |    |      |      |      |    |      |      |      |      |    |
| Olympische Spelen    | g.t. | g.t. | –  | g.t. | g.t. | g.t. | –  | g.t. | g.t. | g.t. | g.t. |    |
| statistieken         |      |      |    |      |      |      |    |      |      |      |      |    |
| totaal aantal titels | 0    | 0    | 0  | 0    | 0    | 0    | 1  | 0    | 0    | 0    | 0    | 0  |
| eindejaarsranking    | 143  | 108  | 63 | 112  | 64   | 68   | 40 | 43   | 109  | 115  | 146  |    |

### Dubbelspel
| grandslamtoernooien  |      |      |     |      |      |      |     |      |      |      |      |   |
| Australian Open      | 1R   | –    | –   | 2R   | –    | 1R   | 1R  | 1R   | 1R   | –    | –    | – |
| Roland Garros        | 2R   | –    | 1R  | 2R   | –    | –    | 1R  | 1R   | 1R   | –    | –    |   |
| Wimbledon            | –    | 1R   | 1R  | 1R   | 1R   | –    | 1R  | 1R   | 1R   | –    | g.t. |   |
| US Open              | –    | –    | –   | 1R   | –    | –    | 1R  | 2R   | –    | –    | –    |   |
| ATP Masters 1000     |      |      |     |      |      |      |     |      |      |      |      |   |
| Indian Wells         | –    | –    | –   | –    | –    | –    | –   | 1R   | –    | –    | g.t. |   |
| Miami                | –    | –    | –   | –    | –    | –    | –   | 2R   | –    | –    | g.t. | – |
| Monte Carlo          | –    | –    | –   | –    | –    | –    | 1R  | 1R   | –    | –    | g.t. |   |
| Madrid               | –    | –    | –   | –    | –    | –    | –   | –    | –    | –    | g.t. |   |
| Rome                 | –    | –    | 1R  | 2R   | –    | 1R   | –   | –    | –    | –    | –    |   |
| Montreal/Toronto     | –    | –    | –   | –    | –    | –    | –   | 1R   | –    | –    | g.t. |   |
| Cincinnati           | –    | –    | –   | –    | –    | –    | –   | 1R   | –    | –    | –    |   |
| Shanghai             | –    | –    | –   | –    | –    | –    | 1R  | 1R   | 1R   | –    | g.t. |   |
| Parijs               | –    | –    | –   | –    | –    | –    | 1R  | –    | –    | –    | –    |   |
| olympisch            |      |      |     |      |      |      |     |      |      |      |      |   |
| Olympische Spelen    | g.t. | g.t. | –   | g.t. | g.t. | g.t. | –   | g.t. | g.t. | g.t. | g.t. |   |
| statistieken         |      |      |     |      |      |      |     |      |      |      |      |   |
| totaal aantal titels | 0    | 0    | 0   | 1    | 0    | 0    | 0   | 0    | 0    | 0    | 0    | 0 |
| eindejaarsranking    | 289  | 175  | 584 | 98   | 428  | 171  | 180 | 85   | 362  | 237  | 239  |   |